# El que busca encuentra
El que busca encuentra é um filme de comédia romântica de 2017 dirigido por Pedro Pablo Ibarra. O filme estreou em 24 de fevereiro de 2017, e é estrelado por Ana Brenda Contreras e Claudio Lafarga, junto com Esmeralda Pimentel, Martín Altomaro, Marianna Burelli, Erik Hayser e Mía Rubín Legarreta. O filme foi filmado na Cidade do México e em San Cristóbal de las Casas, Chiapas.

## Sinopse
Marcos (Claudio Lafarga) e Esperanza (Ana Brenda Contreras) são duas crianças que se apaixonam ao perder-se no Estádio Azteca durante uma partida de futebol. Mais de 20 anos depois, a lembrança daquele amor de infância é tão forte que ambos buscarão maneiras de voltar a ficar juntos.

## Elenco
- Ana Brenda Contreras como Esperanza Medina
  - Mía Rubín Legarreta como Esperanza (década de 1990)
- Claudio Lafarga como Marcos Aguado
  - Ramiro Cid como Marcos (década de 1990)
- Esmeralda Pimentel como Angélica
- Otto Sirgo como Jesús Medina
  - Andrés Montiel como Jesús Medina (década de 1990)
- Damayanti Quintanar como Erika
- Marianna Burelli como Mónica
- Martín Altomaro como Claudio
- Erik Hayser como Jorge Ashby
- Alberto Guerra como Manuel Aguado (década de 1990)
- Natasha Dupeyrón como Bibiana Zamarripa
- Fernando Ciangherotti como Sr. Zamarripa
- Ianis Guerrero como Yosu
- Andrés Palacios como Dr. Fuentes
- Luis Arrieta como Fede
- Jorge Zárate como Vendedor Estadio